# Andrzej Magowski
Andrzej Magowski (ur. 7 lipca 1966 w Bydgoszczy, zm. 28 października 2022 tamże) – polski piłkarz występujący na pozycji pomocnika, trener piłkarski.

## Życiorys
Wychowanek BKS Bydgoszcz, w 1985 roku został zawodnikiem Polonii Bydgoszcz, a w sezonie 1989/1990 reprezentował barwy Elany Toruń. W 1990 roku został piłkarzem pierwszoligowej Olimpii Poznań. W klubie tym występował do 1995 roku, wyjąwszy epizody w Igloopolu Dębica i Warcie Poznań. Ogółem w Olimpii rozegrał 73 ligowe spotkania, z czego 48 w I lidze. Wystąpił także w 26 meczach I ligi w barwach Warty. W 1995 roku wyjechał do Niemiec, zostając piłkarzem VfL Herzlake. W sezonie 1997/1998 grał w VfL Osnabrück, po czym wrócił do Herzlake. W 1999 roku przeszedł do Pomeranii Police. Rok później zakończył karierę piłkarską.
Po zakończeniu kariery zawodniczej pełnił funkcję trenera w klubach niższych lig. Pracował także dla Polskiego Związku Piłki Nożnej, m.in. wspomagając reprezentacje w Pucharze Regionów UEFA. W 2013 roku został trenerem koordynatorem Kujawsko-Pomorskiego Związku Piłki Nożnej, zaś w 2021 roku rozpoczął pełnienie funkcji wiceprezesa ds. szkoleniowych w związku.
Zmarł 28 października 2022 roku w Bydgoszczy.

## Statystyki ligowe
| Sezon         | Klub                  | Liga         | Mecze | Gole |
| ------------- | --------------------- | ------------ | ----- | ---- |
| 1990/1991     | Olimpia Poznań        | I liga       | 13    | 0    |
| 1991/1992     | Olimpia Poznań        | I liga       | 21    | 0    |
| 1992/1993 (j) | Olimpia Poznań        | I liga       | 9     | 0    |
| 1992/1993 (w) | Igloopol Dębica       | II liga      | 14    | 1    |
| 1993/1994     | Olimpia Poznań        | II liga      | 25    | 3    |
| 1994/1995     | Warta Poznań          | I liga       | 26    | 4    |
| 1994/1995 (w) | Olimpia Poznań        | I liga       | 5     | 0    |
| 1995/1996 (j) | Lechia/Olimpia Gdańsk | I liga       | 1     | 0    |
| 1995/1996     | VfL Herzlake          | Regionalliga | 32    | 10   |
| 1996/1997     | VfL Herzlake          | Regionalliga | 9     | 1    |
| 1997/1998     | VfL Osnabrück         | Regionalliga | 3     | 0    |
| 1998/1999     | VfL Herzlake          | Regionalliga | 26    | 5    |